# Лапитиу
Лапитиу (на гръцки: Λαπηθιού, Лапитю̀) е туристическо село в Кипър, окръг Пафос. Според статистическата служба на Република Кипър през 2001 г. селото има 40 жители.
Намира се на 3 км южно от Панагия. След събитията от 1974 г., кипърските турци емигрират в Северен Кипър. В наши дни селото няма постоянно население, като къщите в него са отдавани от правителството под наем на чужди и местни туристи.